# Laganini FM
Laganini FM je naziv privatne radijske postaje. Do 3. svibnja 2018. godine svoj program emitirala je na frekvencijama 93,6 MHz i 104,5 MHz za područje Zagreba koje prepušta Extra FM-u Zagreb, dok od 21. svibnja 2018. godine svoj program emitira na frekvencijskima Soundset Plavog radija.

## Povijest
Radio Cibona počela je emitirati program 15. rujna 1992. godine pod nazivom "Sportski radio - radio Cibona", (kasnije samo kao Radio Cibona) s odašiljača jačine 1 kw iz studija u Palmotićevoj ulici. Kao prvi i jedini sportski radio takve vrste. Službeno je djelovao pod tim imenom sve do 21. travnja 2011. kada mijenja ime u Hit FM. To ime se zadržalo nepune dvije godine te radio počinje emitirati pod imenom Prvi radio od 4. travnja 2013. Četvrta promjena imena u Laganini FM dogodila se 7. srpnja 2015. Laganini FM uz glazbu nudi puno korisnih informacija o Zagrebu.
3. svibnja 2018. u 11:59 sati svoj program privremeno su ugasili putem FM mreže prodajom frekvencija Extra FM-u. Program je to vrijeme išao isključivo putem internetskog streama na vlastitoj web stranici. 21. svibnja 2018. kreću s ponovnim emitiranjem preko FM mreže putem dotadašnje Soundset mreže koja je tako rebrandirana nazivom u Laganini grupa u kojoj se nalaze još osam radijska postaja diljem Hrvatske:
- Laganini FM Zagreb - 89,1 i 98,0 MHz
- Laganini FM Osijek - 99,1 MHz
- Laganini FM Požega - 92,4 MHz i 99,0 MHz
- Laganini FM Rijeka - 87,6 MHz

## Vanjske poveznice
- Službena stranica